# くるみ洋品店
くるみ洋品店（くるみようひんてん）は、2011年7月1日から7月29日にauのLISMO Channelにて配信された、“KDDI au LISMOオリジナルドラマ”第26作。全5話。

## あらすじ
さびれた商店街の路地裏に、ひっそりたたずむ「くるみ洋品店」がある。美人店主くるみ（篠田麻里子）は、目視で人のスリーサイズ、体重が解る特技の持ち主。コーディネートセンスは抜群だが、少し空気の読めないところがたまにきず。そんな「くるみ洋品店」に来店するのは、せんべい屋を継いだアニメオタクの跡取り息子や、同級生に恋心を抱く中学生の女の子、高級住宅街に住む旦那と倦怠期を迎えたマダムなど、それぞれの想いを抱えたお客様たち。そんなお客様たちの心も体もすっきりスタイリングしてしまう、おとぎ話のようなショートドラマ。　

## キャスト
主人公：糸井くるみ
- 篠田麻里子 (当時AKB48)
演じる篠田は気持ちを込めない演技を作るため「ブラック・ジャック」を参考にして役作りしたらしい[2]。

第1話
- 竜星涼
- 美保純
- 屋根真樹

第2話
- 中村香澄：瓜生美咲[4]
- 鈴木翔吾
- 瀬戸カトリーヌ

第3話
- 三浦理恵子
- 前川正行
- 松田賢二

## スタッフ
- 監督・脚本：筧昌也
- 企画・制作プロダクション：ROBOT

## 主題歌
- 揺れる／ねごと（Ki/oon Records）